# David Threlfall
David Threlfall (12 de octubre de 1953) es un actor británico de teatro, cine y televisión y director conocido por interpretar a Frank Gallagher en la serie dramática Shameless, de la que también ha dirigido varios episodios.
Por su papel en Nicholas Nickleby, ganó el premio Laurence Olivier al mejor actor de reparto en 1980, al que siguió una segunda nominación en la categoría de mejor actor en 2006 por Someone Who'll Watch Over Me. Su papel en Paradise Postponed (1986) le valió a Threlfall una nominación al premio de la Academia Británica de Televisión al mejor actor. En 2022, fue nominado al premio Tony al mejor actor principal en una obra por su actuación en la obra de Martin McDonagh Hangmen.

## Primeros años
Es hijo de un fontanero, Tommy Threlfall y su esposa, que nació en Burnage, Manchester. 
Threlfall ha sido un gran aficionado del Manchester City desde la infancia y fue la voz en off de la película que se proyectaba antes de cada partido en casa durante la temporada 2017-18.
Threlfall estudió en la escuela de arte de Sheffield (actual Universidad Sheffield Hallam), pero solo permaneció allí un año. Tras unos meses de trabajo y reflexión, Threlfall consultó una revista en una biblioteca pública que enumeraba escuelas de arte dramático y solicitó ingreso a la Escuela Politécnica de Teatro de Manchester. Al graduarse, tuvo una audición con Mike Leigh

## Filmografía

### Televisión
- Play for Today (1974)
- Paradise Postponed (1986)
- Housewife, 49 (2006)
- Nightingales (1990)
- Men of the World (1990)
- Diana Queen of Hearst- Her true history (1993)
- The Knock (1994)
- CI5: The New Professionals (1999)
- Cutting It (2002)
- Spooks (2002)
- The Queen's Sister (2005)
- Shameless (2004-2013)
- Housewife, 49 (2006)
- What Remains (2013)
- Tommy Cooper: Not Like That, Like This (2014)
- The Ark (2015)
- Code of a Killer (2015)
- Midwinter of the Spirit (2015)
- Ripper Street (2016)
- Troy: Fall of a City (2018)
- Bing (2019)
- Isolation Stories (2020)
- Dodger (2022)
- Passenger (2023)
- Funny Woman (2023)
- The Completely Made-Up Adventures of Dick Turpin (2024)
- Nightsleeper (2024)
- Nightsleeper (2024)

### Teatro
- Blackie, The Sons of Light de David Rudkin para la Royal Shakespeare Company desde The Other Place, Stratford-Upon-Avon (1977)
- Jake, A&R de Pete Atkin para la Royal Shakespeare Company desde Warehouse Theatre, Londres (1978)
- Fitz, Savage Amusement por Peter Flannery para la Royal Shakespeare Company desde Warehouse Theatre, Londres (1978)
- Mike, Shout Across The River de Stephen Poliakoff para la Royal Shakespeare Company en el Warehouse Theatre, Londres (1978)
- Mark Antony, Julius Caesar en el Royal Shakespeare Theatre, Stratford-upon-Avon (1979)
- Slender, The Merry Wives of Windsor en el Royal Shakespeare Theatre, Stratford-upon-Avon (1979)
- Viktor, The Suicide por Nikolai Erdman para la Royal Shakespeare Company en el The Other Place, Stratford-Upon-Avon (1979)
- Smike, Nicholas Nickleby adaptado por David Edgar por Royal Shakespeare Company desde Aldwych Theatre, Londres y desde Plymouth Theatre, Nueva York (1980)
- Bolingbroke, Richard II desde el Royal National Theatre, Londres (1985)
- Riddley Walker, Riddley Walker de Russell Hoban desde el Royal Exchange, Manchester (1986)
- Hamlet para el Oxford Playhouse desde Edinburgh Festival (1986)
- Oedipus, Oedipus de Sófocles desde el Royal Exchange, Manchester (1987)
- The Traveller por Jean Claude Van Itallie desde el Leicester Haymarket Theatre y luego el Almeida (1987)
- Macbeth, Macbeth en el Royal Exchange, Manchester (1988)
- Bussy D'Ambois de George Chapman en el Old Vic, Londres (1988)
- Ian, Over a Barrel por Stephen Bill, Palace Theatre, Watford (1989)
- Gregers Werle, The Wild Duck de Henrik Ibsen en el Phoenix Theatre, Londres (1990)
- Micky, Your Home in the West de Rod Wooden en el Royal Exchange, Manchester (1991)
- The Count, The Count of Monte Cristo en el Royal Exchange, Manchester (1994)
- Lovborg, Hedda Gabler de Henrik Ibsen en el Chichester Festival Theatre (1996)
- Norman Nestor, Odysseus Thump de Richard Hope en el West Yorkshire Playhouse, Leeds (1997)
- Garry Essendine, Present Laughter de Noel Coward at the Royal Exchange, Manchester (1998)
- Peer Gynt de Henrik Ibsen en el Royal Exchange, Manchester (1999)
- Orgon, Tartuffe de Molière en el National Theatre, Londres (2002)
- Robert, Blue/Orange de Joe Penhall en el Duchess Theatre, Londres (2001)
- Skellig por David Almond en el Young Vic, Londres (2003)
- Michael, Someone Who'll Watch Over Me de Frank McGuiness en el Ambassadors Theatre, Londres (2005)